# 못된 사랑
《못된 사랑》은 2007년 12월 3일부터 2008년 2월 12일까지 방송 되었던 KBS 2TV 월화 드라마이다.

## 등장 인물

### 주요 인물
- 권상우 : 강용기 역
- 이요원 : 나인정 역
- 김성수 : 이수환 역

### 그 외 인물
- 차예련 : 조앤 / 박신영 역
- 김가연 : 강주란 역
- 박근형 : 강우택 역
- 송옥숙 : 이진숙 역
- 김창완 : 황인수 역
- 방은희 : 박찬숙 역
- 김민정 : 수환 어머니 역
- 김수웅 : 인정 아버지 역
- 유지인 : 인정 어머니 역
- 최성민 : 윤 실장 역
- 김진아 : 조앤 어머니 역
- 정우 : 한정우 비서 역
- 이하 : 오은택 역

## 결방 사유
- 2008년 2월 5일 : 설 특집 드라마 新 부부의 탄생 편성으로 결방됨.[1]
- 이 작품 중반부부터 대왕 세종 후속작이자 토요일 오후 10시 15분, 일요일 오후 10시 25분에 방송된 천추태후까지 KBS 대하 드라마는 KBS 2TV에서 방송 되었다.
- 한자릿수 시청률로 부진에 머물러야 했으며[2] 해당 작품을 포함한 평일 미니 시리즈 드라마들이 부진을 면치 못하자 KBS는 첫 회(2008년 1월 5일)부터 1TV에서 토요일부터 일요일 오후 9시 40분에 편성된 대하사극 대왕 세종을 2008년 4월 5일부터 2TV에서 토요일부터 일요일 오후 9시 5분으로 이동 편성했다.[3]